# 云南东爪草
云南东爪草（学名：Tillaea alata）为景天科东爪草属下的一个种。

## 扩展阅读
- 維基物種上的相關：云南东爪草